# وادی شگر
وادی شگر (به انگلیسی: Shigar Valley) یک منطقهٔ مسکونی در پاکستان است که در گلگت-بلتستان واقع شده‌است.